# My Dear Melancholy,
| Совокупная оценка    | Совокупная оценка |
| Источник             | Оценка            |
| -------------------- | ----------------- |
| AnyDecentMusic?      | 5.7/10            |
| Metacritic           | 65/100            |
| Оценки критиков      |                   |
| Источник             | Оценка            |
| Consequence of Sound | C+                |
| Exclaim!             | 8/10              |
| The Guardian         | [ 10 ]            |
| HipHopDX             | 4.0/5             |
| NME                  | [ 11 ]            |
| Pitchfork            | 6.5/10            |
| PopMatters           | 5/10              |
| Rolling Stone        | [ 13 ]            |
| Sputnikmusic         | 3.0/5             |

My Dear Melancholy (с англ. — «Моя Дорогая Меланхолия») — первый мини-альбом (EP) канадского певца The Weeknd, вышедший 30 марта 2018 года на лейблах XO и Republic.
Его альтернативно называют и как альбом, и как мини-LP.
Проект был описан как возвращение к более тёмному стилю предыдущих работ The Weeknd, таких как Trilogy и Kiss Land, и фокусируется на прошлых отношениях The Weeknd с моделью Беллой Хадид и певицей Селеной Гомес. Он получил в целом положительные отзывы и дебютировал под номером один в американском Billboard 200.

## История
3 марта 2018 года американский рэпер Трэвис Скотт выложил тизер нового альбома The Weeknd в аккаунте Twitter. Спустя месяц, The Weeknd подтвердил, что он близок к завершению в новом проекте.
Вслед за релизом альбома музыкальные видеоклипы песен «Call Out My Name» и «Try Me» вышли эксклюзивно через Spotify.

## Отзывы
Альбом получил положительные отзывы на Metacritic от таких изданий, как: The Guardian, Exclaim!, NME, HipHopDX.
Смешанные отзывы дали Pitchfork, Spin.

### Списки
| Публикация | Список                 | Ранг | Ссылка |
| ---------- | ---------------------- | ---- | ------ |
| Complex    | 50 Best Albums of 2018 | 46   | [ 30 ] |

## Коммерческий успех
My Dear Melancholy, был прослушен по стримингу более чем 26 млн раз в первый день релиза через Apple Music, что вдвое больше, чем через службу Spotify по данным Republic Records, хотя сам сервис Spotify утверждает, что My Dear Melancholy, набрал 29 млн стримов за 24 часа. Предполагалось, что EP будет продаваться между 165,000—180,000 альбомных эквивалентных единиц в первую неделю и в итоге диск был продан в числе 169 000 единиц, эквивалентных альбому, причем 68 000 были чистыми продажами. Диск занял позицию № 1 в американском хит-параде Billboard 200. My Dear Melancholy, стал самым коротким по продолжительности и числу треков дисков на вершине чарта Billboard 200 за последние 8 лет, после предыдущего рекордсмена Glee: The Music, Journey to Regionals. Диск стал третьим для певца чарттоппером в США после прошлых двух: Starboy (2016) и Beauty Behind the Madness (2015).

## Список треков
По данным Tidal
| №                   | Название                                        | Автор(ы)                                                                                   | Продюсеры                                  | Длительность |
| ------------------- | ----------------------------------------------- | ------------------------------------------------------------------------------------------ | ------------------------------------------ | ------------ |
| 1.                  | «Call Out My Name»                              | Abel Tesfaye Adam Feeney Nicolas Jaar                                                      | Frank Dukes                                | 3:48         |
| 2.                  | «Try Me»                                        | Tesfaye Ahmad Balshe Jason Quenneville Feeney Michael Len Williams II Marquel Middlebrooks | Mike Will Made It Marz Frank Dukes DaHeala | 3:41         |
| 3.                  | «Wasted Times»                                  | Tesfaye Brittany Hazzard Sonny Moore Feeney                                                | Frank Dukes Skrillex [a]                   | 3:40         |
| 4.                  | «I Was Never There» (при участии Gesaffelstein) | Tesfaye Mike Lévy Feeney                                                                   | Gesaffelstein Frank Dukes                  | 4:01         |
| 5.                  | «Hurt You» (при участии Gesaffelstein)          | Guy-Manuel de Homem-Christo Tesfaye Lévy Feeney Henry Russell Walter                       | Gesaffelstein de Homem-Christo Cirkut [a]  | 3:50         |
| 6.                  | «Privilege»                                     | Tesfaye Quenneville Feeney                                                                 | Frank Dukes DaHeala                        | 2:50         |
| Общая длительность: | Общая длительность:                             | Общая длительность:                                                                        | Общая длительность:                        | 21:50        |

Notes
- ↑  — сопродюсер

## Чарты
| Чарт (2018)                                   | Высшая позиция |
| --------------------------------------------- | -------------- |
| Австралия (ARIA)                              | 3              |
| Австрия (Ö3 Austria)                          | 8              |
| Бельгия/Фландрия (Ultratop)                   | 3              |
| Бельгия/Валлония (Ultratop)                   | 22             |
| Канада (Canadian Albums Chart)                | 1              |
| Чехия (ČNS IFPI)                              | 2              |
| Дания (Hitlisten)                             | 1              |
| Нидерланды (Album Top 100)                    | 3              |
| Финляндия (Suomen virallinen lista)           | 3              |
| Германия (Offizielle Top 100)                 | 7              |
| Греция (IFPI)                                 | 31             |
| Ирландия (IRMA)                               | 2              |
| Италия (Classifica album)                     | 24             |
| Новая Зеландия (RMNZ)                         | 2              |
| Норвегия (VG-lista)                           | 1              |
| Польша (ZPAV)                                 | 36             |
| Португалия (AFP)                              | 16             |
| Шотландия (Scottish Albums Chart)             | 8              |
| Республика Корея (Gaon)                       | 50             |
| Республика Корея (International Albums, Gaon) | 1              |
| Испания (PROMUSICAE)                          | 45             |
| Швеция (Sverigetopplistan)                    | 1              |
| Швейцария (Schweizer Hitparade)               | 4              |
| Великобритания (UK Albums Chart)              | 3              |
| Великобритания (UK R&B Albums Chart)          | 1              |
| США (Billboard 200)                           | 1              |
| США (Billboard Top R&B/Hip-Hop Albums)        | 1              |

| Чарт (2018)                              | Позиция |
| ---------------------------------------- | ------- |
| Australian Albums (ARIA)                 | 59      |
| Belgian Albums (Ultratop Flanders)       | 80      |
| Canadian Albums (Billboard)              | 37      |
| Danish Albums (Hitlisten)                | 63      |
| South Korean International Albums (Gaon) | 53      |
| Swedish Albums (Sverigetopplistan)       | 29      |
| UK Albums (OCC)                          | 98      |
| US Billboard 200                         | 48      |
| US Top R&B/Hip-Hop Albums (Billboard)    | 33      |

## Сертификации
| Регион | Сертификация | Продажи |
| --- | ------------ | ------- |
| Дания (IFPI Danmark) | Золотой      | 10 000  |
| Великобритания (BPI) | Золотой      | 100 000 |
| * Данные о продажах приведены только на основе сертификации. ^ Данные о тиражах приведены только на основе сертификации. |              |         |